# دوروخوسک
دوروخوسک (به لهستانی:  Dorohusk) یک روستا در لهستان است که در گمینا دوروخوسک واقع شده‌است. دوروخوسک ۵۱۷ نفر جمعیت دارد.